# Sean O'Faolain
Sean O'Faolain es el seudónimo de John Francis Whelan (1900 - 1991), novelista, biógrafo y ensayista irlandés.
Nació en Cork y cursó estudios en las universidades de Dublín y de Harvard. Fue miembro activo de la lucha nacionalista irlandesa. Esta militancia se refleja en su colección de relatos Locuras de una noche de verano (1932) y en su primera novela, Un nido para personas sencillas (1933).
En 1983, bajo el título Relatos completos, se publicaron noventa de sus relatos escritos entre 1932 y 1976. En estos relatos critica la censura de la iglesia irlandesa y las dificultades socioculturales del pueblo irlandés. También divulgó biografías de algunos políticos irlandeses como Daniel O'Connell y Éamon de Valera. En 1949 escribió un estudio sobre el carácter nacional irlandés titulado El irlandés.
Fijó su residencia definitiva en Irlanda en 1933, después de haber permanecido algunos años impartiendo clases en Estados Unidos e Inglaterra.
- Datos: Q1348153
- Multimedia: Seán O'Faoláin / Q1348153